# 오르토스

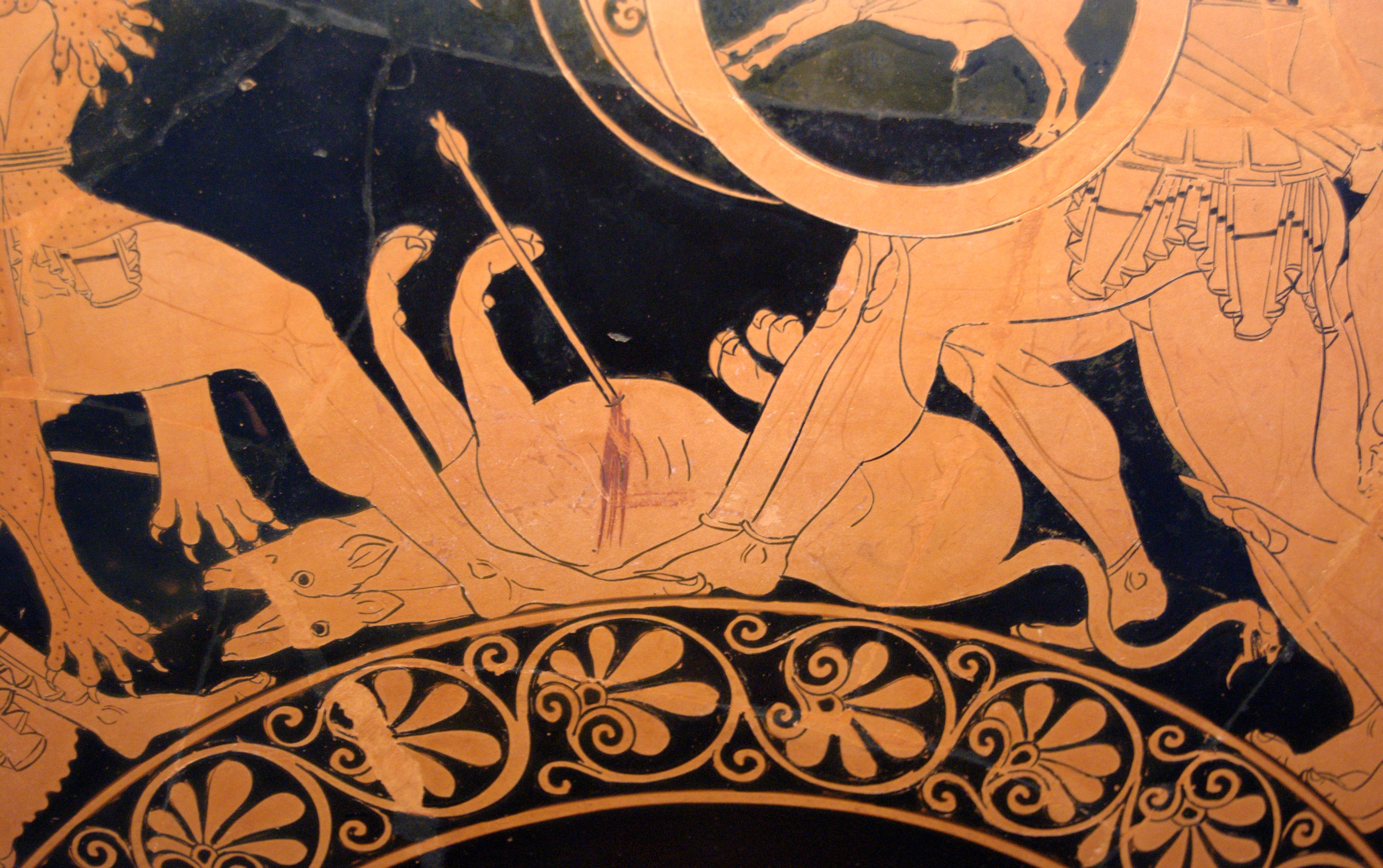
게리온과 헤라클레스의 발 아래에 죽은 오르토스. 기원전 500년 경, 그리스 토기.

오르토스 또는 오르트로스(그리스어: Όρθρος)는 그리스 신화에 나오는 포유류형 괴물로 머리가 두 개인 개의 모습을 하고 있다. 헤시오도스는 키마이라, 케르베로스, 히드라와 함께 티폰과 에키드나의 자식이라고 하며 다시 어머니인 에키드나와 오르토스가 결합하여 스핑크스와 네메아의 사자를 낳았다고 한다.
오르토스는 게리온의 소 떼를 돌보는 일을 했다. 헤라클레스의 열두 과업 중 열번째 모험은 게리온의 소떼를 데리고 오는 일이었다. 일명 "해가 지는 땅"인 에리테이아 섬에는 게리온이 소를 키우고 있었는데 헤라클레스는 이 섬으로 가서 오르토스를 몽둥이로 때려 죽이고 게리온도 화살을 쏴서 죽인 다음 소떼를 훔쳐왔다.
일부 전승에서 오르토스는 티폰이 아닌 우라노스의 자식이라고 한다. 가이아는 티폰이 올림포스 산으로 진군하기 전 커다란 낫을 주었는데 이것은 크로노스가 사용했던 것이며, 티폰이 에트나 산에 깔리기 전 떨어뜨려 에키드나의 허리에 박혔다. 에키드나는 이를 뽑으려 했지만 자루만 뽑혔으며 상처는 순식간에 아물어 그대로 몸 속에 품게 되었다. 우리노스를 거세하는데 쓰였던 이 낫으로 인해 에키드나는 오르토스를 낳았는데, 이 때문에 오르토스의 발톱은 거대한 낫이었다고 한다.
이 전승에서 오르토스는 헤라클레스에게 죽지 않았는데, 몽둥이로 내리치고 히드라의 독이 묻은 화살로 한쪽 머리를 쏴도 곧 되살아나자 헤라클레스는 오르토스의 발톱을 모두 뽑고 화살로 두 목을 꿰뚫어 바다로 던졌다. 그럼에도 불구하고 오르토스는 살아남았으며 후에 오이디푸스가 붙잡아 길들였다고 한다.